# Računalniška simulacija
Pri računalniški simulaciji z računalniškim programom predstavimo situacijo iz resničnega sveta. Program lahko na primer simulira pretok strank, ki prihajajo v banko. Uporabnik lahko spreminja spremenljivke, na primer število blagajnikov, in iz simulacije vidi učinek (na primer spremembe povprečne čakalne dobe). Kompleksnejše simulacije lahko modelirajo potek kemijskih reakcij ali celo jedrske eksplozije. Obnašanje trdnih snovi in tekočin pri visoki temperaturi lahko simuliramo s pomočjo kvantnih simulacij. Računalniki nadzorujejo tudi delovanje strojev - simulator letenja na primer modelira obnašanje pravega letala in omogoča varno urjenje pilotov. Računalniške simulacije so zelo koristne, ko je izvajanje pravega eksperimenta oziroma testa prenevarno, predolgotrajno ali preprosto nemogoče.